# Società zoologica di Londra

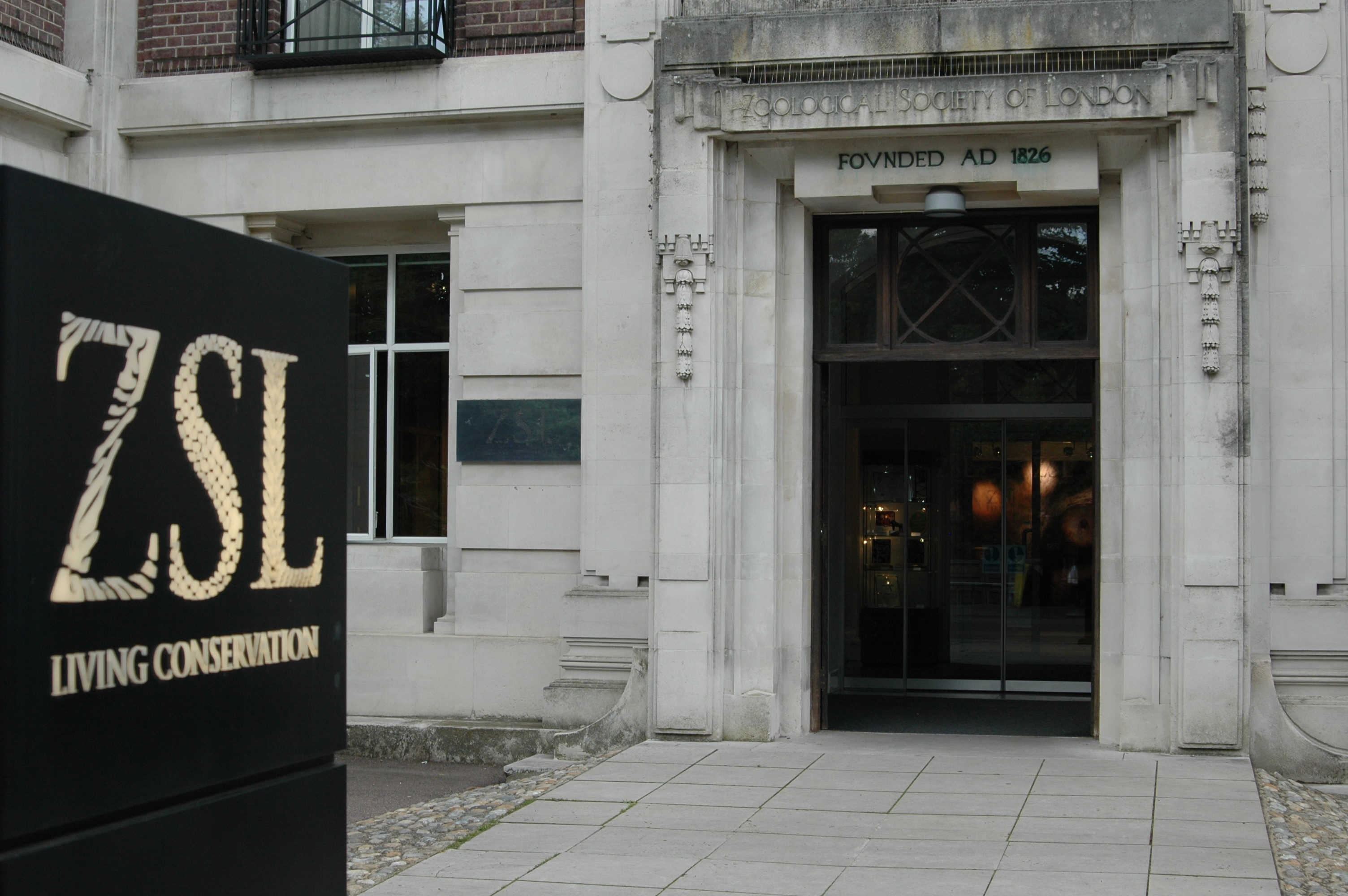
Zoological Society of London (ZSL), Main Building, Entrance

La Società zoologica di Londra (in inglese: Zoological Society of London - ZSL) è una società accademica fondata nell'aprile del 1826 da sir Thomas Stamford Raffles (1781-1826), George Eden (1784-1849), sir Humphry Davy (1778-1829), Joseph Sabine (1770-1837), Nicholas Aylward Vigors (1785-1840) e altri eminenti naturalisti.
La società porta avanti lo studio degli animali selvatici.